# Данієль Джурич
Данієль Джурич (ісл. Danijel Djurić, нар. 5 січня 2003, Варна) — ісландський футболіст, нападник хорватського клубу «Істра 1961» та національної збірної Ісландії. Виступав також за клуб «Вікінгур». Чемпіон Ісландії, дворазовий володар Кубка Ісландії та володар Суперкубка Ісландії.

## Клубна кар'єра
Данієль Джурич народився 2003 року в болгарському місті Варна в родині серба і болгарки, проте ще в ранньому дитинстві перебрався з батьками до Ісландії. Розпочав грати у футбол в дитячій команді клубу клубів «Хвот», пізніше грав за юнацькі команди ісландського клубу «Брейдаблік» та данського клубу «Мідтьюлланд».
У 2022 році Джурич розпочав грати за основну команду ісландського клубу «Вікінгур», в якій швидко став одним із гравців основного складу, та був одним з головних бомбардирів команди, відзначившись у 65 матчах чемпіонату 24 забитими голами. У складі рейк'явікського клубу футболіст став чемпіоном Ісландії, дворазовим володарем Кубка Ісландії та володарем Суперкубка Ісландії. З початку 2025 року Данієль Джурич грає у складі хорватського клубу «Істра 1961».

## Виступи за збірні
У 2017 році Данієль Джурич дебютував у складі юнацької збірної Ісландії, загалом на юнацькому рівні до 2022 року взяв участь у 46 іграх, відзначившись 18 забитими голами.
З 2022 року Джурич грає у складі молодіжної збірної Ісландії. На молодіжному рівні зіграв у 2 офіційних матчах. Також у 2022 року футболіст дебютував у складі національної збірної Ісландії. станом на травень 2025 року зіграв у складі національної збірної 3 матчі, в яких забитими голами не відзначився.

## Титули і досягнення
- Чемпіон Ісландії (1):

«Вікінгур»: 2023
- Володар Кубка Ісландії (2):

«Вікінгур»: 2022, 2023
- Володар Суперкубка Ісландії (1):

«Вікінгур»: 2024